# De bonte sluier
De bonte sluier (Engels: The Painted Veil) is een roman uit 1925 van de Engelse schrijver William Somerset Maugham. De titel is ontleend aan een gedicht van Percy Bysshe Shelley: Lift not the painted veil which those who live/Call Life.

## Samenvatting
Het oppervlakkige society-meisje Kitty trouwt met Walter Fane, een in het Verre oosten werkzame bacterioloog die op verlof is in Engeland en hevig verliefd op haar werd. De gevoelens zijn niet wederkerig, maar zij trouwt met hem om aan haar moeder te ontkomen. Het paar verhuist naar Hongkong, waar zij uit verveling een affaire begint met de knappe, maar gehuwde Charles Townsend, die assistent-secretaris is voor de koloniale Britse overheid.
Haar echtgenoot ontdekt de relatie en stelt Kitty een ultimatum: zij moet met hem mee naar het Chinese binnenland, waar een hevige epidemie van cholera is uitgebroken, die hij gaat helpen bestrijden, of hij scheidt van haar, wat zeker een schandaal zal veroorzaken, tenzij Townsend met haar wil trouwen.
Zoals Walter al had verwacht, weigert Townsend van zijn vrouw te scheiden om met Kitty te trouwen. Zij voelt zich nu wel gedwongen haar echtgenoot te vergezellen naar China, hoewel zij geen plezier heeft in haar huwelijksleven. In China ontmoet zij de cynische Brit Waddington, die daar leeft met zijn Chinese maîtresse, waardoor haar sociale leven weer wat opfleurt. Ook ontmoet zij een aantal Franse nonnen die als verpleegster de zieken verzorgen. Kitty besluit hen te helpen bij hun werk en bemerkt dan hoeveel respect zij hebben voor haar echtgenoot, die hard werkt en zich intensief bezighoudt met zijn patiënten. Zij aanschouwt hem nu met andere ogen en leert hem waarderen als een goed mens. Dan blijkt zij zwanger te zijn, maar ze weet niet of het kind van haar man is of van Charles Townsend. Walter, die onverminderd van zijn vrouw houdt, geeft te kennen dat het hem niet uitmaakt.
De epidemie lijkt langzamerhand onder controle als een nieuwe groep cholera-lijders arriveert. Walter bezwijkt echter zelf aan de ziekte, waarna Kitty terugkeert naar Hongkong. Daar verblijft zij op uitnodiging van Townsends vrouw enige tijd bij het echtpaar, en wordt zij min of meer beschouwd als een heldin, die haar dappere man trouw terzijde stond. Charles weet haar opnieuw te verleiden, maar achteraf walgt zij van haar daad en zegt hem de waarheid. Kitty keert terug naar Engeland. Haar moeder is inmiddels overleden. Haar vader, die advocaat is, krijgt een functie aangeboden in het Caribisch gebied. Zij besluit om samen met haar kind met hem mee te gaan om voor hem te zorgen en haar kind in alle rust een goede opvoeding te geven.

## Film
Het verhaal is verschillende keren voor film bewerkt:
- The Painted Veil (1934)
- The Seventh Sin (1957)
- The Painted Veil (2006)